# Frank Peabody
Frank Elmer Peabody (28 augustus 1914 - 27 juni 1958), was een Amerikaanse paleontoloog die bekend stond om zijn onderzoek naar fossiele sporen en de skeletstructuur van reptielen en amfibieën.

## Biografie
Hij ging naar de middelbare school en het junior college in de San Francisco Bay Area. Zijn niet-gegradueerde studies werden voltooid aan de University of Californië in 1938 en in 1940 kreeg hij een Master of Arts in paleontologie. Tijdens zijn werk aan de University of California, Berkeley, kwam hij onder de voogdij van professor Charles Lewis Camp, van wie hij een passie voor fylogenetische problemen met gewervelde dieren erfde. Peabody en medestudent Samuel Paul Welles hielpen Camp met zijn onderzoek naar het Noord-Amerikaanse Trias met hun werk aan de Moenkopi Formation, de Dinosaur National Monument zandsteen en de Kayenta Formation.
Tijdens de Tweede Wereldoorlog werkte Peabody bij het Lawrence Berkeley National Laboratory en het Oak Ridge National Laboratory en promoveerde in 1946 aan de University of California. Hij vergezelde de University of California South African Expedition in 1947-1948 als senior paleontoloog. Hij en Charles Camp hebben opgravingen gedaan bij Gladysvale Cave en vlakbij Bolt's Farm. Vervolgens bezochten ze Noord-Transvaal en Mozambique op zoek naar exemplaren. De expeditie bezocht ook de Wonderwerk-grot in de provincie Noord-Kaap.
Charles Camp, Joseph T. Gregory en Frank Peabody waren geïnteresseerd in de histologie van fossiele botten en maakten talrijke secties om hun structuren te vergelijken met die van moderne zoogdieren. Deze collectie van lichaamsdoorsnedes wordt ook tegenwoordig nog gewaardeerd.
Peabody werd later instructeur in de zoölogie aan de University of Kansas in Lawrence. De fossielen die hij heeft opgegraven in de buurt van Garnett waren bronmateriaal voor zijn werk aan de vroegst bekende reptielen. Tot zijn vroegtijdige dood aan een hartaanval in 1958, waren zijn interesses onder meer de evolutie, osteologie en ecologie van de fossiele Garnett-reptielen. Kort voor zijn dood kreeg hij een beurs voor onderzoek van de National Science Foundation.

## Privéleven en overlijden
Peabody was 20 jaar getrouwd met zijn vrouw Anna met wie hij drie kinderen kreeg. Hij overleed in juni 1958 op 43-jarige leeftijd aan een hartaanval.